# Vincenzo Apicella
Vincenzo Apicella (Napoli, 22 gennaio 1947) è un vescovo cattolico italiano, dal 7 maggio 2022 vescovo emerito di Velletri-Segni.

## Biografia
Nasce a Napoli, città capoluogo di provincia e sede arcivescovile, il 22 gennaio 1947 da Giovanni e Gemma Capone. Nel 1952 si trasferisce con la famiglia a Roma.

### Formazione e ministero sacerdotale
Nella capitale frequenta il liceo classico "Quinto Orazio Flacco" e poi entra, nel 1965, nell'Almo collegio Capranica. Alla Pontificia Università Gregoriana consegue la licenza in teologia e in filosofia.
Il 25 marzo 1972 è ordinato presbitero, nella chiesa romana di San Clemente Papa, dall'arcivescovo Ugo Poletti, allora vicegerente della diocesi di Roma.
Dopo l'ordinazione è nominato vicario parrocchiale della parrocchia di San Giovanni Battista de Rossi, dove rimane fino al 1977, quando viene trasferito, con il medesimo incarico, nella parrocchia di San Filippo Neri alla Pineta Sacchetti; al contempo insegna religione nelle scuole. Il 1º gennaio 1986 diviene parroco di San Francesco Saverio alla Garbatella, succedendo a Diego Natale Bona, precedentemente nominato vescovo di Porto e Santa Rufina.
Dal 1990 è membro del consiglio presbiterale della diocesi di Roma e, fino al 1994, membro del collegio dei consultori. Dal 1994 e fino alla nomina episcopale è prefetto della XXIV prefettura.

### Ministero episcopale
Il 19 luglio 1996 papa Giovanni Paolo II lo nomina vescovo titolare di Gerafi e vescovo ausiliare di Roma per il settore ovest; succede a Cesare Nosiglia, nominato vicegerente della diocesi di Roma. Il 14 settembre successivo riceve l'ordinazione episcopale, nella basilica di San Giovanni in Laterano, dal cardinale Camillo Ruini, vicario generale per la diocesi di Roma e presidente della Conferenza Episcopale Italiana, co-consacranti l'arcivescovo Cesare Nosiglia, e Diego Natale Bona, vescovo di Saluzzo.
Il 28 gennaio 2006 papa Benedetto XVI lo nomina vescovo di Velletri-Segni; succede ad Andrea Maria Erba, dimessosi per raggiunti limiti di età. Il 2 aprile seguente prende possesso della diocesi.
In seno alla Conferenza Episcopale Italiana è stato membro della Commissione episcopale per i problemi sociali e il lavoro, la giustizia e la pace, mentre è delegato per i problemi sociali e il lavoro della Conferenza episcopale laziale.
Il 7 maggio papa Francesco accoglie la sua rinuncia, presentata per raggiunti limiti di età; gli succede Stefano Russo, fino ad allora segretario generale della Conferenza Episcopale Italiana. Rimane amministratore apostolico di Velletri-Segni fino all'ingresso del successore, avvenuto il 26 giugno successivo.

## Genealogia episcopale e successione apostolica
La genealogia episcopale è:
- Cardinale Scipione Rebiba
- Cardinale Giulio Antonio Santori
- Cardinale Girolamo Bernerio, O.P.
- Arcivescovo Galeazzo Sanvitale
- Cardinale Ludovico Ludovisi
- Cardinale Luigi Caetani
- Cardinale Ulderico Carpegna
- Cardinale Paluzzo Paluzzi Altieri degli Albertoni
- Papa Benedetto XIII
- Papa Benedetto XIV
- Papa Clemente XIII
- Cardinale Bernardino Giraud
- Cardinale Alessandro Mattei
- Cardinale Pietro Francesco Galleffi
- Cardinale Giacomo Filippo Fransoni
- Cardinale Carlo Sacconi
- Cardinale Edward Henry Howard
- Cardinale Mariano Rampolla del Tindaro
- Cardinale Gennaro Granito Pignatelli di Belmonte
- Cardinale Pietro Boetto, S.I.
- Cardinale Giuseppe Siri
- Cardinale Giacomo Lercaro
- Vescovo Gilberto Baroni
- Cardinale Camillo Ruini
- Vescovo Vincenzo Apicella

La successione apostolica è:
- Arcivescovo Luigi Vari (2016)
- Arcivescovo Leonardo D'Ascenzo (2018)